# Highwood (Hampshire)
Pour les articles homonymes, voir Highwood.
Highwood est un hameau du parc national New Forest dans le comté du Hampshire, en Angleterre. 
Selon le bureau de poste, la population du recensement de 2011 était comprise dans la paroisse civile d'Ellingham, Harbridge et Ibsley. 
La ville la plus proche est Ringwood, qui se trouve à environ 2,2 km au sud-ouest du village.